# Tintura de yodo

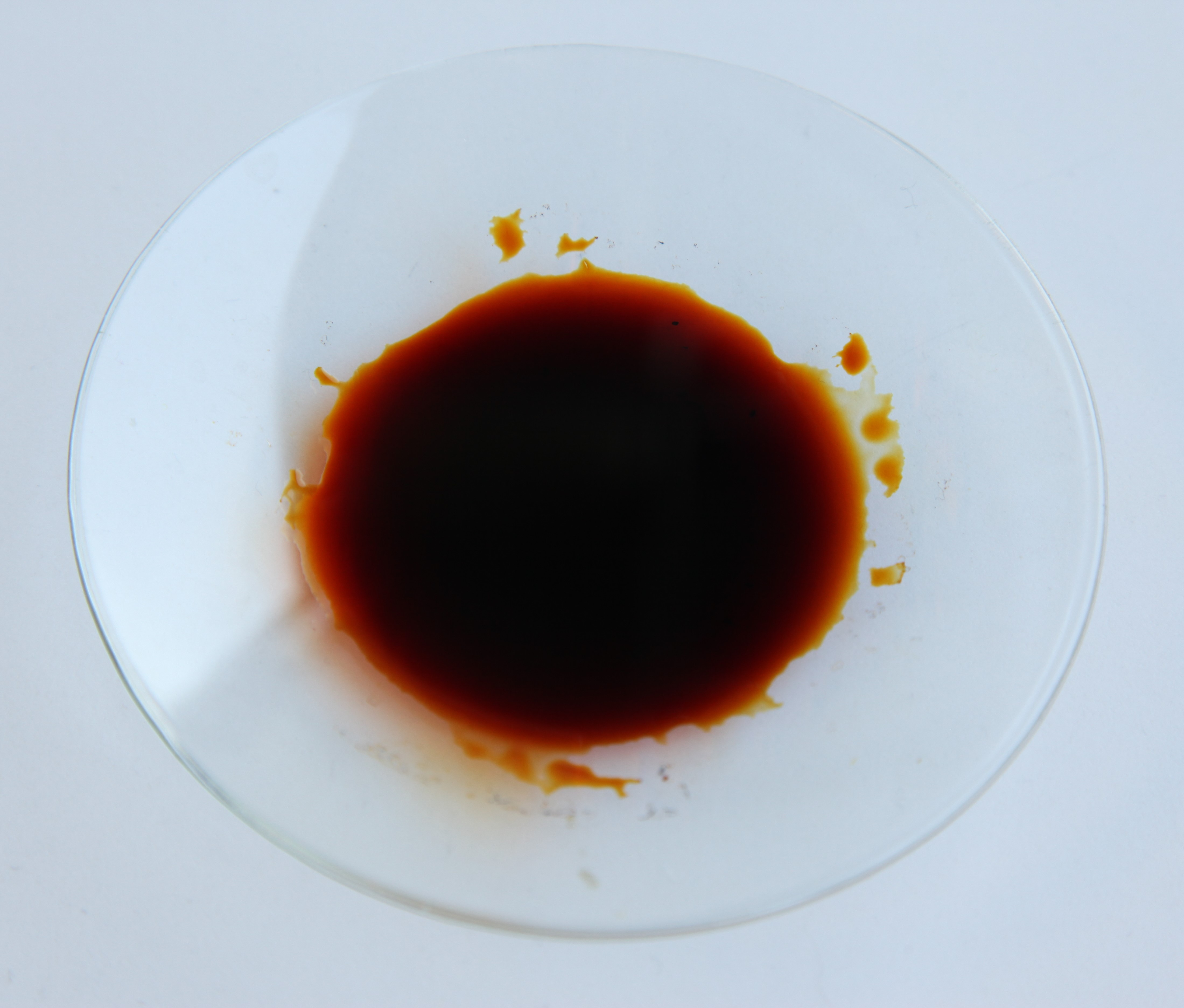
Tintura de yodo en un vidrio de reloj.

La tintura de yodo o solución alcohólica de yodo,  es una solución de 2 % de yodo molecular (I2) en etanol empleada como antiséptico. 
Posee yoduro de sodio (NaI) para aumentar la estabilidad por formación del complejo I3-, evitando así que el yodo, como es oxidante, actúe sobre el alcohol formando ácido yodhídrico que es irritante;ácido acético que pasa a ésteres metílicos; y yoduro de metilo. También se emplea lugol para el mismo fin, sobre todo cuando no se desea la presencia de etanol. Tiene la desventaja, con respecto a la povidona yodada, de manchar y no poder ser lavada.
Puede provocar reacciones alérgicas en personas sensibles. También causa un intenso ardor y escozor en las heridas abiertas, por lo que no debe aplicarse directamente sobre las mismas.
- Datos: Q867226
- Multimedia: Iodine tincture / Q867226